# 利物浦皇家愛樂音樂廳
利物浦愛樂音樂廳（英語：Liverpool Philharmonic Hall）位於英國利物浦霍普街，是利物浦皇家愛樂樂團的主場館，英國國家遺產名錄建築之一。
目前的音樂廳完成於1939年，早前的建築體毀於1933年的一場大火。原址重建的新利物浦愛樂廳如今每年舉行逾250場活動，當中約60場是古典音樂演出。

## 歷史

### 舊音樂廳（1849年）
利物浦愛樂協會（Liverpool Philharmonic Society）在1840年創設之初，沒有專屬的音樂會場地。建築師約翰·康寧漢於1844年銜命展開新音樂廳的計畫，最初的設計是容納1,500人的中等規模場地，起始預算為4,000英鎊。之後，相關計畫擴大至2,100席的大型場館，以及可容納250人規模的舞台。為此，有關單位公開向愛樂協會會員募資，資金用於新廳的建設工程。工程於1846年展開，協會希望在音樂廳完工啟用的演出上，能演出门德尔松的全新清唱劇作品，惜因作曲家早逝而並未實現。
最終耗資30,000英鎊的音樂廳，在1849年8月27日正式對外開放，並且舉行了長達一週的慶祝活動。據新格罗夫音乐与音乐家辞典所載，音樂廳的聲響效果在當時曾受到多方肯定。1930年，廳內新設了一座管風琴，耗資2,000英鎊。
1933年7月5日晚間，一場由音樂廳屋頂開始的火勢，對建築造成嚴重的損壞。即使動員救火的人數規模上百，仍然無法挽救廳內的設施，管風琴也遭到焚毀。除了本來保存於防火箱內的少量相片和部分樂器之外，樂團的譜藏基本全毀。翌日，愛樂協會的主席宣布了原址重建的計畫，遺址的拆除工程隨即開始。音樂廳因保險而獲得了部分的理賠金，建築本身獲賠84,000英鎊，其他財物獲賠9,503英鎊，另外還有相當於兩年租期的6,000英鎊租期補償。火災的起因迄今未知。

### 新音樂廳（1939年）
新廳在用途設計階段產生了一些爭端，市政府方面希望新落成的建築具有多重用途，名指揮亨利·伍德為首的一方則堅持純音樂用途。協商後，主體工程得以在1937年6月開始。
新音樂廳的主建築師是赫伯特·詹姆斯·勞斯，他以摩登流線風格設計了這幢重建的音樂廳。新的管風琴則是由利物浦的Rushworth and Dreaper所製造，擁有獨立的演奏鍵盤。1939年6月19日，重生的利物浦愛樂音樂廳對外開放。20日的開幕音樂會，則是由汤玛斯·比彻姆擔任指揮。新建的音樂廳受到各方好評，總工程經費為120,000英鎊
1995年，耗資10,300,000英鎊進行內裝與聲學設施的翻修。之後由於其優良的聲響條件，獲評為世界百大廳院之一。
2015年再次斥資14,000,000英鎊進行翻修，主要針對音樂廳和入口大廳等設施，並新建了一處小廳。翻修工程於當年10月完成。

## 建築
目前的利物浦愛樂廳是磚砌建築，有一個對稱的正面，一個有簷篷的入口，兩側則是半圓形的塔樓。正面立面上方是七扇窗戶，之間由刻有抽像圖案的牆墩區隔。建築歷史學家波拉德、佩夫斯納，以及英國國家遺產名錄當中的作者一致認為，大廳的設計受到荷蘭建築師W·M·杜多克（Willem Marinus Dudok）的影響。
音樂廳座席數為1,700，除了古典音樂之外，也進行其他形式的音樂演出。參觀設施需事先預約，此外場地也提供私人會議、婚禮等用途的租用服務。

## 其他特色
- 廳內的一塊銘牌，記有出身利物浦的小提琴手約翰·F·克拉克（John Frederick Clarke），以及其他因泰坦尼克号船難而罹難的樂隊成員之名。[27]

## 外部連結
- 利物浦皇家愛樂協會官方網站